# Sérgia (gente)

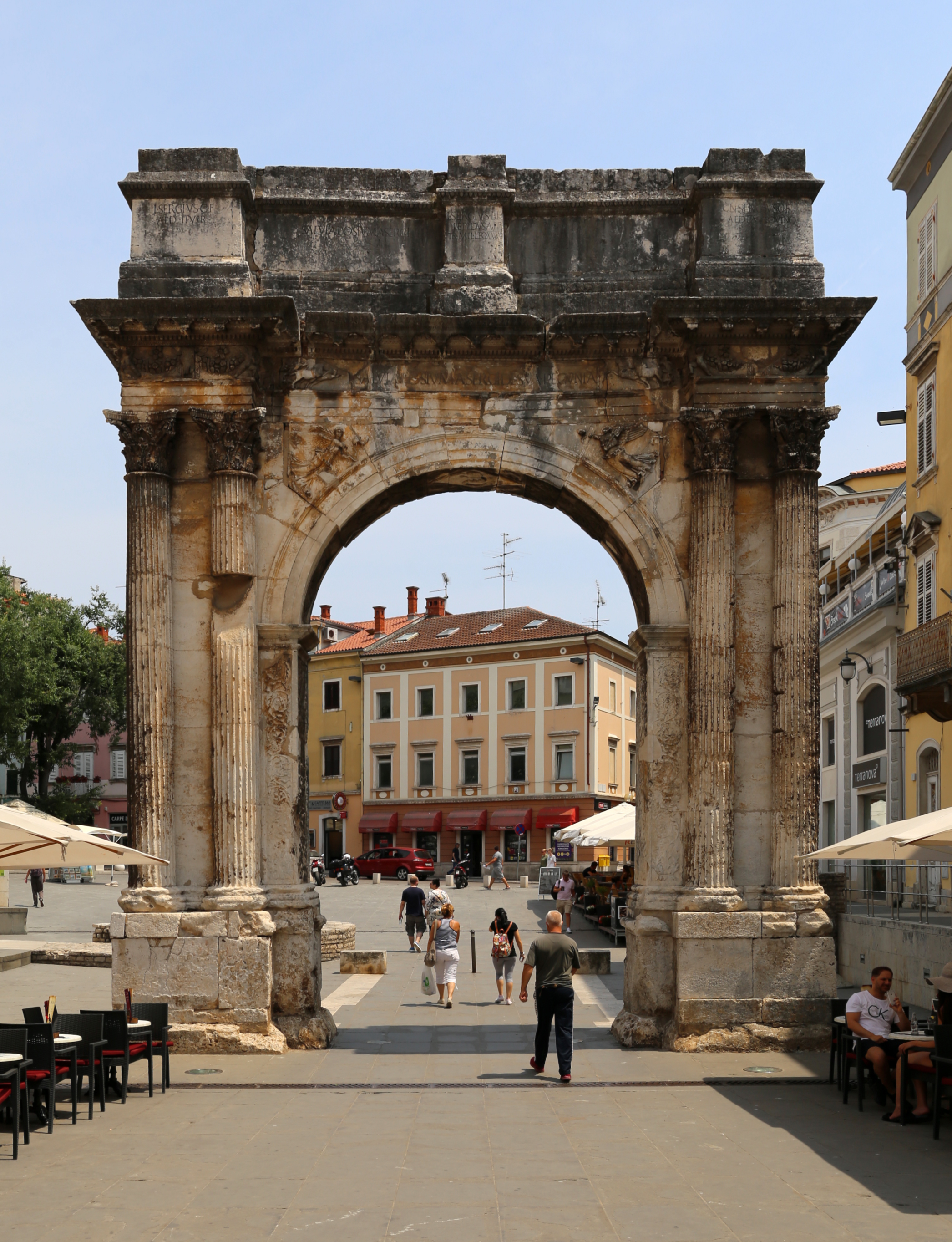
Arco dos Sérgios em Pula, Croácia

A gente Sérgia (em latim: Sergia; pl. Sergii), foi uma famosa gente patrícia na Roma Antiga, da qual Lúcio Sérgio Catilina foi membro e cujo nomen era Sergius. Sérgia foi uma das mais antigas gentes patrícias em Roma. Apesar de sua herança consular, os Sérgios tiveram um declínio tanto social quanto financeiro. Virgílio posteriormente deu à família um ancestral, Sergesto, que teria vindo com Eneias para a Itália, presumidamente porque eles eram notavelmente ancestrais; mas eles não haviam sido proeminentes por séculos, Sergestusque, domus tenet a quo Sergia nomen.
O último membro desta gente a tornar-se cônsul foi Caio ou Cneu Sérgio Fidenato em 380 a.C.

## Cognomes
Os principais cognomes da gente Sérgia eram os Esquilinos, os Fidenas (ou Fidenatos) e os Catilinas.

## Membros ilustres

### Primeiros Sérgios
- Sergesto, mítico ancestral troiano da gente Sérgia.

### Sérgios Esquilinos
- Marco Sérgio Esquilino, membro do Segundo Decenvirato em 450 a.C..

### Sérgios Fidenatos
- Lúcio Sérgio Fidenato, cônsul em 437 e 429 a.C., e tribuno consular em 433, 424 e 418 a.C..
- Mânio Sérgio Fidenato, tribuno consular em 404 e 402 a.C..
- Lúcio Sérgio Fidenato, tribuno consular em 397 a.C..
- Cneu Sérgio Fidenato Cosso, tribuno consular em 387, 385 e 380 a.C..

### Sérgios Catilinas
- Lúcio Sérgio Catilina, senador e célebre por sua conspiração denunciada por Cícero em 63 a.C..

## Outros
- Sérgio Orata, comerciante e engenheiro romano do início do século I a.C..
- Sérgio Paulo, procônsul em Chipre no início do século I. Famoso por ter sido citado nos Atos dos Apóstolos.